# Marquesa de San-Réal
A marquesa de San-Réal, nascida Margarité-Euphémia Porrabéril, é uma personagem da Comédia Humana de Honoré de Balzac.
Filha natural de lord Dudley e de uma aristocrata espanhola, ela é a irmã de Henri de Marsay, com o qual se parece fisicamente. Casou-se com um nobre espanhol em 1815, o marquês de San-Réal, então com idade de vinte e quatro anos. Em Paris, os San-Réal moram em uma mansão na rua Saint-Lazare, e são vizinhos de Nucingen.
Criada em Havana, a marquesa traz de lá uma nativa: Paquita Valdès, por quem está loucamente apaixonada, e que mantém cativa sob forte vigilância. Seu irmão, de Marsay, tenta tirar-lhe a jovem em La fille aux yeux d'or. Ele, contudo, não obtém sucesso, pois a marquesa prefere apunhalar Paquita a deixá-la ir.
Depois de seu crime, a marquesa se retira ao convento de Los Dolorès.
Esta personagem também está presente no filme La fille aux yeux d'or, livremente inspirado no romance homônimo de Balzac.